# Sympherobius beameri
Sympherobius beameri là một loài côn trùng trong họ Hemerobiidae thuộc bộ Neuroptera. Loài này được Gurney miêu tả năm 1948.